# Supermond

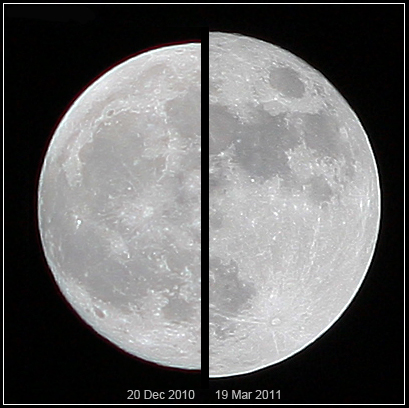
Der Mond erscheint in Erdnähe geringfügig größer als gewöhnlich

Supermond (englisch super moon) ist ein 1979 vom Astrologen Richard Nolle geprägter Ausdruck für einen Vollmond oder Neumond, der sich im oder nahe beim erdnächsten Punkt (Perigäum) seiner Umlaufbahn um die Erde befindet.
Nolle prägte den Begriff im Zusammenhang mit seiner These, dass bei Erdnähe des Mondes – zu Vollmond wie zu Neumond – die Wahrscheinlichkeit von Vulkanausbrüchen und Erdbeben größer sei als bei größeren Abständen von der Erde. Auch wenn bei Beobachtung mit bloßem Auge der geringe Größenunterschied (vgl. Abb.) mangels direktem Vergleich mit einem durchschnittlichen Vollmond nicht erkennbar ist, ist ein Supervollmond in den Tagesmedien wegen seiner scheinbaren Größe und Helligkeit dennoch eine beliebte Meldung, die wenigstens auf das „entzückende und fesselnde Bild eines Vollmondes am Himmel“ aufmerksam macht.
Der tatsächliche Größenunterschied ist recht gering, doch wird der Supervollmond gerne beim Mondaufgang beobachtet. Er wirkt dann wie alle Objekte, die sich nahe dem Horizont befinden, größer als bei horizontfernem Stand. Das gleiche Phänomen zeigt sich auch bei Sonnenaufgang oder -untergang.

## Allgemeines

### Unscharfes Kriterium
Der von Nolle formulierte Mindest-Erdabstand (Moon at or near (within 90 % of) its closest approach to Earth in a given orbit) ist mit etwa 367.600 km nicht besonders klein. Damit ergeben sich mindestens vier „Supermonde“ pro Jahr, mit eher unauffälligen Medienmeldungen.
Bei einer deutlich engeren Grenze von beispielsweise 356.500 km – willkürlich gezogen wie die von Nolle – gab es im 20. Jahrhundert nur drei und gibt es im 21. Jahrhundert nur vier „Supervollmonde“.
Mit ähnlichem Kriterium war folgende Schlagzeile möglich: „Du hast Glück: Bald strahlt der grösste Supermond seit 1948 am Himmel“. Das betraf den Vollmond im November 2016 (mit etwa 356.520 km wenig mehr als 356.500 km), der Erde fast so nahe wie der Vollmond im Januar 1948 (etwa 356.460 km), 68 Jahre zuvor.

### Extremwerte

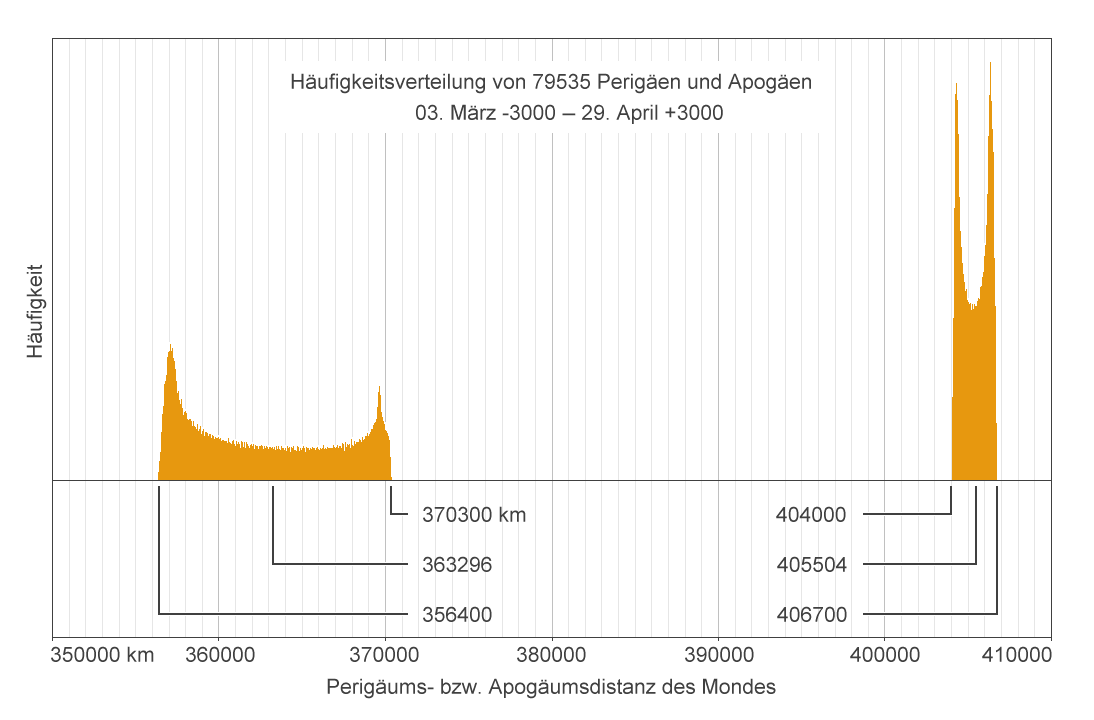
Verteilung der Erddistanzen der Perigäen (links) und der Apogäen (rechts) zwischen −3000 und +3000 a:
Die Perigäen zeigen Maxima bei 357.000 km – dem aktuellen kurzfristigeren Durchschnittswert – und bei 369.000 km.

Die Größen, welche die Erscheinung des Vollmondes bestimmen, sind:
- der scheinbare Durchmesser; er ändert sich umgekehrt proportional mit dem Abstand des Mondes zur Erde, der wiederum infolge der elliptischen Bahn veränderlich ist; Schwankung des scheinbaren Durchmessers etwa ± 7%, bezogen auf den Mittelwert
- die scheinbare Helligkeit; ihre Schwankung folgt dem Quadrat der Durchmesser-Schwankung: etwa ± 15%, bezogen auf den Mittelwert.

Die Bahnellipse des Mondes um die Erde wird sowohl von der Sonne als auch von den Planeten gestört. Weil der Einfluss der Planeten unregelmäßig ist, treffen die o. g. Größtwerte der Mondbahn jedoch selten ein. Wird nur der regelmäßige Einfluss der Sonne beachtet, so verringern sich die Schwankungs-Werte auf theoretisch ± 6,5% im Durchmesser bzw. ± 13,4% in der Helligkeit, die dann von jedem 14. Vollmond in Folge erreicht würden (s. u.: relative Häufigkeit).
Für einen Vollmond mit negativen Extremwerten – größte Erdferne, d. h. Passage des Apogäums – gibt es keine besondere Benennung wie etwa „Subvollmond“.

## Kein Bezug zur Wissenschaft
Der Ausdruck Supermond wird in der Wissenschaft allgemein und in der wissenschaftlichen Astronomie im Speziellen nicht verwendet. Denn es gibt keine Notwendigkeit eines solchen Gebrauchs zum Beispiel bei Darstellungen des scheinbaren Monddurchmessers, der Mondhelligkeit oder der von den Mondphasen abhängigen Gezeitenkräfte. Die während eines Vollmonds oder Neumonds beobachtbaren Änderungen können wissenschaftlich hinreichend wiedergegeben werden, ohne einen Begriff wie „Supermond“ zu bemühen. Welcher gewisse – offenbar willkürlich festgelegte – Entfernungsbereich dem zugrunde zu legen wäre, bliebe zudem unklar.
Alle weiteren, die Astrologie beschäftigenden Einflüsse eines „Super“-Vollmondes werden von der Wissenschaft in den Bereich der Esoterik verwiesen. Das betrifft insbesondere die von Nolle vertretene These des Supermond-Einflusses auf Vulkanausbrüche und Erdbeben.

## Relative Häufigkeit

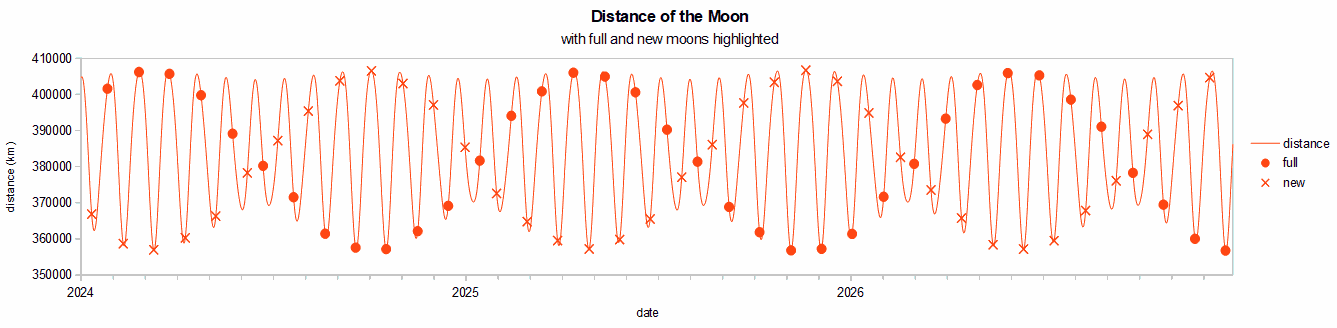
Supermonde sind Vollmonde (gefüllte Punkte) bei minimaler Erddistanz.

Bei einem Supervollmond erreicht der Mond zu Vollmond (etwa) das Perigäum, den erdnächsten Bahnpunkt seines Umlaufs. Beim nachfolgenden Mondumlauf sind diese beiden Bedingungen des Ereignisses jedoch nicht mehr zugleich in einer Nacht gegeben. Denn zwischen zwei Passagen des gleichen Bahnpunkts (hier: Perigäum) vergeht ein anomalistischer Monat (durchschnittliche Dauer: 27,5546 Tage), zwischen zwei gleichen Mondphasen (hier: Vollmond) jedoch ein synodischer Monat (durchschnittliche Dauer: 29,5306 Tage).
Ein ähnlicher Supervollmond tritt erst erneut auf, wenn ganze Vielfache dieser beiden Periodendauern einander gleichen. Dies ist frühestens nach rund 14 synodischen bzw. rund 15 anomalistischen Monaten der Fall, wie sich aus einer Überschlagsrechnung mit den Durchschnittswerten ersehen lässt:
{\displaystyle 14\cdot 29{,}5306\ {\text{Tage}}=413{,}4284\ {\text{Tage}}\approx 413{,}3190\ {\text{Tage}}=15\cdot 27{,}5546\ {\text{Tage}}}
Der tatsächliche Termin des vierzehnten nachfolgenden Vollmondes kann aber mit diesen durchschnittlichen Werten nicht berechnet werden, da wegen der Bahnstörungen schon die Dauer einzelner Lunationen erheblich schwankt.
In diesem 14er-Zyklus von Vollmonden nahe dem Perigäum sind u. a. auch jene wenigen Supervollmonde enthalten, bei denen eine Nahgrenze von 356.500 km unterschritten wird.